# Alter jüdischer Friedhof (Uherský Brod)

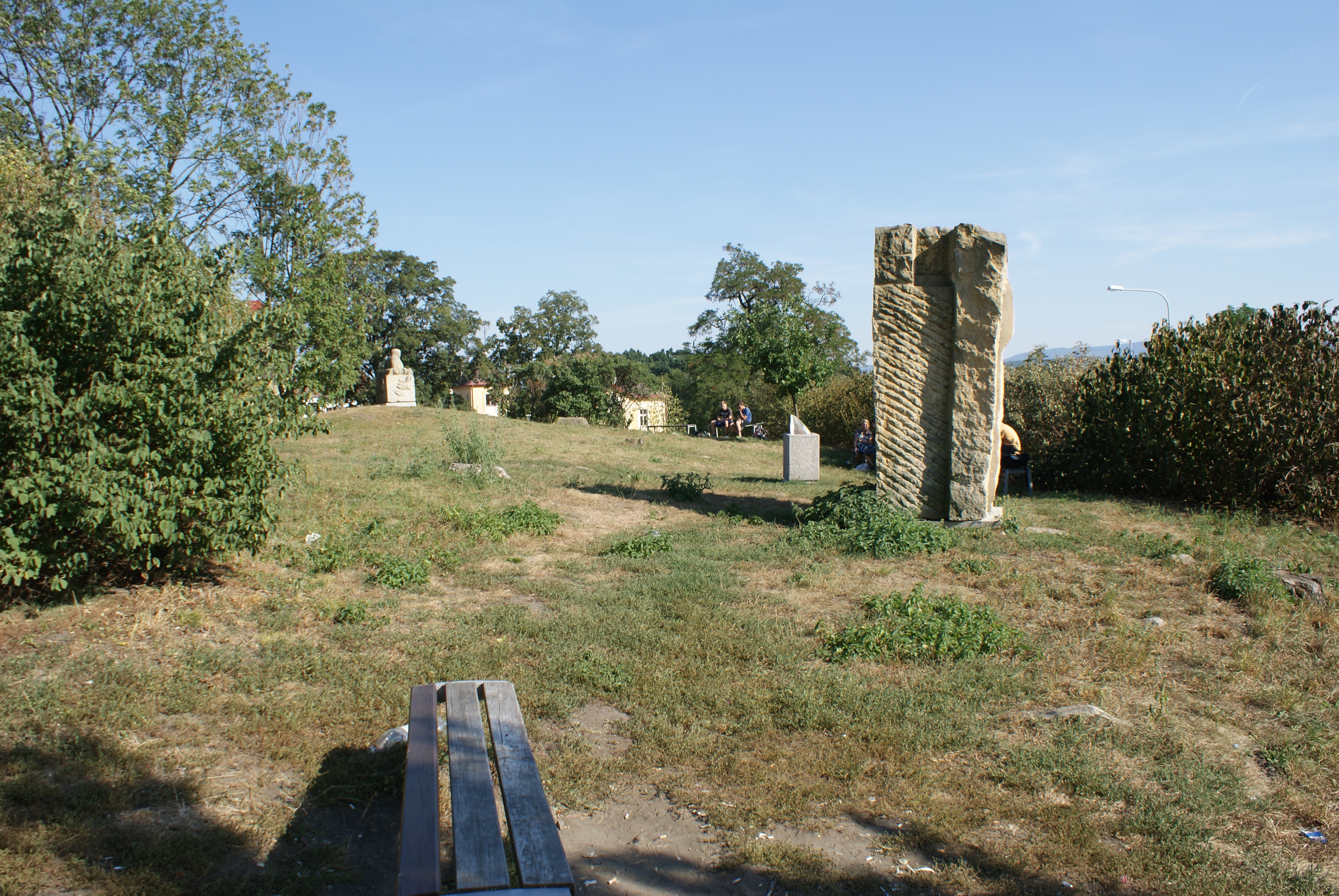
Alter jüdischer Friedhof in Uherský Brod

Der alte jüdische Friedhof in Uherský Brod (deutsch Ungarisch Brod), einer tschechischen Stadt im Okres Uherské Hradiště der Region Zlínský kraj, wurde im 17. Jahrhundert angelegt. Der jüdische Friedhof auf einer Anhöhe ist ein geschütztes Kulturdenkmal. In den 1870er Jahren wurde der neue jüdische Friedhof angelegt.
Auf dem Friedhof sind nur noch Reste von wenigen Grabsteinen vorhanden.